# 林散之
林散之（1898年11月20日—1989年12月6日），原名霖，又名以霖，字散之，号三痴、左耳、江上老人、半残老人，以字行，祖籍安徽和县，生于江苏江浦，中国近代书法家、画家。擅草书，被誉为「当代草圣」。

## 生平
林散之祖籍安徽和县乌江镇七棵松村，生于江苏江浦县乌江镇江家坂村（今属南京市浦口区）。幼年即开始作画，1930年拜入黄宾虹门下学画。中华人民共和国成立后，历任江浦县人代会常委、江浦县副县长、南京市政协常委，1959年当选为江苏省政协委员，1963年被聘为江苏省国画院专职画师，迁居南京。
1970年春节除夕在乌江镇浴池洗澡时不慎跌入开水池中，全身严重烫伤，救治4个月始愈，右手五指粘并，幸被抢救了拇指、食指和中指，尚可执笔，因自号“半残老人”。1972年，为庆祝中日邦交正常化，《人民中国》日文版杂志拟编发“中国现代书法作品选”特辑。评选中林散之的草书条幅《毛主席词·清平乐会昌》得到郭沫若、赵朴初、启功等人的高度评价，书名初震。时年75岁。
1975年，林应荣宝斋之邀去北京，以其诗集《江上诗存》手稿奉请赵朴初、启功教正。1978年，林散之当选为全国政协委员。1989年12月6日病逝于南京，终年92岁。

## 纪念
其遗骨迁回祖籍安徽和县。其家乡安徽建有「林散之书画院」；江苏南京江浦县亦建有「林散之纪念馆」。